# Geschichte der Klassischen Mechanik
Dieser Artikel behandelt die Entwicklung der klassischen Mechanik als Teil der Geschichte der Physik, von ihren Vorläufern im Altertum bis zur Gegenwart. Sie wurde im 17. Jahrhundert im Wesentlichen durch die Arbeiten von Isaac Newton begründet und war damit die erste Naturwissenschaft im modernen Sinn. Die Darstellung erfolgt unter historischem Aspekt und verzichtet dabei fast vollständig auf mathematische Formeln. Für genauere Erklärungen der einzelnen Begriffe und Methoden wird auf die entsprechenden Artikel verwiesen.

## Altertum bis Galilei
Bis zu Beginn des 17. Jahrhunderts war die Mechanik auf die Statik beschränkt. Als deren Begründer gilt Archimedes mit seinen beiden im 3. Jahrhundert v. u. Z. formulierten Gesetzen vom Gleichgewicht am Hebel und vom archimedischen Prinzip beim hydrostatischen Auftrieb. Erst im 16. Jahrhundert n. u. Z. wurden diese Gesetze durch Simon Stevin auf das Gleichgewicht von mehr als zwei Kräften erweitert, indem er das geschlossene Krafteck als Gleichgewichtsbedingung angab. Stevin leitete auch als Erster die Gleichgewichtsbedingung für die auf der schiefen Ebene wirkenden Hangabtriebskraft her. Kraft galt ganz allgemein als eine dem einzelnen Körper innewohnende Fähigkeit, eine bestimmte Wirkung zu erzielen (oder zu verhindern, z. B. das Herunterfallen eines anderen Gegenstandes). Um eine Wirkung im Sinne der Mechanik auszuüben, musste ein Körper nach damaliger Ansicht einen anderen Körper berühren, um ihn schieben, ziehen, heben, drücken oder stoßen zu können, wobei letzteres abrupt seine Geschwindigkeit verändert. Zwischen Masse und Gewicht wurde nicht richtig unterschieden.
Bewegung galt von der Zeit des Aristoteles bis ins 16. Jahrhundert als etwas absolut Gegensätzliches zu Ruhe. Daher stellte z. B. die Erklärung eines allmählichen (stetigen) Übergangs von Ruhe zu Bewegung ein philosophisch nicht lösbares Problem dar. Für den freien Fall der irdischen Körper wurde nicht eine äußere Einwirkung verantwortlich gemacht, sondern ein natürliches, jedem schweren Körper innewohnendes Streben nach unten. Für die Himmelskörper wurde angenommen, dass sie ewig die natürliche, von den oben genannten mechanischen Einwirkungen freie Bewegung in Form einer gleichförmigen Kreisbewegung ausführen.
Die Abkehr von solchen jahrhundertelang verbreiteten Ansichten markierte im 17. Jahrhundert den Beginn der klassischen Mechanik und der neuzeitlichen Naturwissenschaft überhaupt. Sie ist vor allem Galileo Galilei zu verdanken. Er setzte der bis dahin in der Naturphilosophie vorherrschenden philosophisch-theologischen Spekulation seine neuartige experimentelle Methode entgegen, die von Beobachtungen, wenn möglich Messungen, ausgeht, und diese mit mathematischer Strenge analysiert. Für die auf diese Weise gewonnenen Erkenntnisse forderte er zusätzlich, dass sie im Zweifelsfall Vorrang vor den aus der Spekulation gewonnenen haben sollten.
Zur gleichen Zeit formulierte Johannes Kepler, allein auf die beobachteten Positionen der Planeten gestützt, die keplerschen Gesetze, nach denen die Planeten sich mit variabler Geschwindigkeit auf Ellipsenbahnen um die Sonne bewegen.
Statt die Form der natürlichen Bewegung wie bisher aus allgemeingültigen philosophischen Grundsätzen erschließen zu wollen, nahm Galilei die Beobachtung wirklicher konkreter Bewegungsabläufe zum Ausgangspunkt. Als Erster führte er gezielt geplante Experimente durch, um diese Vorgänge direkt zu beobachten, so genau wie möglich zu vermessen und die Messwerte anschließend mithilfe von mathematischen Verfahren zu analysieren. Daraus gewann er durch Verallgemeinerung und Idealisierung grundlegende allgemeine Einsichten und neue, noch heute gültige Begriffe. Zu nennen sind etwa die gleichmäßig beschleunigte Bewegung, bei der nach den Fallgesetzen die Momentangeschwindigkeit proportional zur Fallzeit zunimmt, die Wurfparabel, die durch Zusammensetzung(S. 42) einer horizontalen unbeschleunigten mit einer vertikalen beschleunigten Bewegung erklärt wird, und die Pendelgesetze, nach denen bei kleinen Auslenkungen die Schwingungsdauer von nichts anderem als der Länge des Aufhängefadens bestimmt wird. Sehr nahe kam Galilei auch dem Trägheitsprinzip, dem zufolge ein unbeeinflusster Körper keine Kreisbahn, sondern eine gleichförmige Bewegung in gerader Linie vollführt, und dem Relativitätsprinzip, dem zufolge es keinen grundlegenden Unterschied zwischen Ruhe und Bewegung gibt.(S. 10, 19) Klar ausgesprochen wurden diese beiden auch heute gültigen Prinzipien noch nicht von Galilei, aber kurz danach von René Descartes.(S. 59) bzw. Christiaan Huygens.

## Die Mechanik Isaac Newtons
Den Entwicklungsschritt zu einer voll entfalteten Mechanik leistete Isaac Newton in seinem 1687 erschienenen Hauptwerk Mathematische Prinzipien der Philosophie der Natur. Darin schrieb Newton zunächst jedem Körper eine unveränderliche Masse zu und weiter eine Bewegungsgröße, die das Produkt aus Masse und momentaner Geschwindigkeit ist (heutiger Name: Impuls). Indem er ohne Ausnahme eine von außen „eingeprägte Kraft“ dafür verantwortlich machte, wenn die Bewegungsgröße eines Körpers sich ändert, gab er der Kraft ihre endgültige zentrale Bedeutung in der Mechanik. Ohne über das Wesen, die Ursache oder die Wirkungsweise der Kraft nach weitergehenden Erklärungen zu suchen („Hypotheses non fingo“ – Hypothesen mache ich nicht; gemeint sind die alten philosophischen Spekulationen), definierte er als Maß einer bestimmten eingeprägten Kraft die von ihr bewirkte Änderung der Bewegungsgröße selbst, sowohl nach ihrem Betrag als auch nach ihrer Richtung. Mit diesen Konzepten und vielen eigenen Experimenten gelang es Newton, die Bewegungen der Körper umfassend zu beschreiben. Eine konstante Kraft z. B., die in Richtung der Geschwindigkeit wirkt, ändert nur den Betrag der Bewegungsgröße und führt zu einer Bewegung wie im freien Fall; steht die Kraft bei konstantem Betrag aber stets auf der Geschwindigkeit senkrecht, verändert sie nur die Richtung der Bewegungsgröße und führt damit zur gleichförmigen Kreisbewegung. Insbesondere konnte Newton auch die realen Bewegungen analysieren, die z. B. durch Reibung von ihrer idealen, vorher als „natürlich“ angesehenen Form abweichen. Es gelang ihm, die Bewegung der Erde, der Planeten und ihrer Monde, einschließlich ihrer schon bekannten Unregelmäßigkeiten, sowie die Gezeiten und die Bewegungen fallender und pendelnder Körper auf das Wirken einer einzigen Art von Kraft zurückzuführen, für die er ein einfaches universelles Gesetz angeben konnte, das newtonsche Gravitationsgesetz. Allerdings blieb Newton in seiner Mechanik im Wesentlichen auf die Bewegungen einzelner Körper oder Massenpunkte beschränkt, auch wenn er damit bereits Strömung, Reibung und Schall in flüssigen oder gasförmigen Stoffen behandelte. Die Eigentümlichkeiten der Mechanik ausgedehnter Körper, wo auch Drehbewegung und Verformung möglich sind, blieben noch weitgehend außerhalb der Betrachtung.

## Ausarbeitung der klassischen Mechanik
Zur Zeit Newtons arbeiteten auch andere Wissenschaftler intensiv an Problemen der Mechanik und steuerten wesentliche Erkenntnisse bei. Zu nennen sind unter anderem Christiaan Huygens (Relativitätsprinzip, Stoßgesetze, Physikalisches Pendel), Robert Hooke (Hookesches Gesetz der Elastizität, Federschwingungen), Gottfried Wilhelm Leibniz (Vorbereitung des Begriffs der kinetischen Energie), Johann I Bernoulli (Modellvorstellung, dass in einem beschleunigten festen Körper jeder Teil relativ zum Körper deshalb an seinem Platz bleibt, weil er durch geeignete Kräfte, die von den angrenzenden Teilen auf ihn ausgeübt werden, entsprechend beschleunigt wird).
Ein wichtiger Entwicklungsschritt war zu Beginn des 18. Jahrhunderts die Übersetzung der Newtonschen Mechanik in die von Leibniz geschaffenen Begriffe der Infinitesimalrechnung. In der der Schrift Phoronomia von Jakob Hermann finden sich erstmalig die heute geläufigen Definitionsgleichungen bspw. für Geschwindigkeit und Kraft.
Zusammen mit den weiteren Entwicklungen, die im Laufe des 18. und 19. Jahrhunderts durch Leonhard Euler, Jean-Baptiste le Rond d’Alembert, Joseph-Louis de Lagrange, Pierre-Simon Laplace, William Rowan Hamilton (und anderen) erzielt wurden, wurde diese ganze Theorie als Newtonsche Mechanik oder Rationale Mechanik bezeichnet und erhielt ab 1900 auch den Namen klassische Mechanik.
Grundlagen, Punktmechanik, ausgedehnte Körper
Ein wichtiger Schritt zur klassischen Mechanik hin war die präzise Formulierung von Newtons Mechanik durch Leonhard Euler (1736) in Form der von Leibniz erfundenen Differentialrechnung (Newton selbst hatte in seinen Schriften ausschließlich geometrische Beweise vorgestellt). Hier findet sich erstmals die heute als „2. newtonsches Gesetz“ bekannte Differentialgleichung (in heutiger Notation {\displaystyle F=m\;d^{2}\!x/dt^{2}}), in der die Änderungsgeschwindigkeit der Bewegungsgröße vollständig mit der wirkenden Kraft identifiziert wird, statt sie nur als deren Maß zu betrachten. Ferner unterschied Euler erstmals richtig zwischen dem Massenpunkt in Newtons Mechanik und dem starren Körper und gab die Formeln für dessen Dynamik an. Besonders die von ihm formulierten Gesetze der Drehbewegung mit den Begriffen Winkelgeschwindigkeit, Drehmoment, Trägheitsmoment, Hauptträgheitsachsen waren für die Weiterentwicklung der newtonschen Mechanik und ihre technische Anwendung im beginnenden Maschinenzeitalter bedeutsam.
Jean-Baptiste le Rond d’Alembert veröffentlichte 1743 die Methode, die Bewegungen vieler Körper (Massenpunkte), die nicht nur aufeinander einwirken, sondern auch durch Zwangskräfte auf bestimmten Bahnen gehalten werden, zu berechnen.
Mit dem Schnittprinzip legte Euler 1752 die allgemeine Grundlage, um ausgedehnte (auch deformierbare oder flüssige) Körper behandeln zu können: Wird ein beliebiger Teil eines Körpers in Gedanken herausgeschnitten, befolgt er für sich die newtonschen Gesetze der Mechanik, wobei die auf ihn wirkenden Kräfte die sind, die der restliche Körper an den Schnittflächen auf ihn ausübt (zuzüglich eventueller äußerer Kräfte wie Gewichtskraft etc.).[S. 92]  Damit konnten auch ausgedehnte Körper als Systeme vieler Massenpunkte aufgefasst und mit den Mitteln von Newtons Punktmechanik behandelt werden.
Pierre Louis Moreau de Maupertuis entdeckte 1744 den Begriff der Wirkung und das Prinzip der kleinsten Wirkung, dem alle mechanische Vorgänge unterliegen.
Auf dieser Grundlage entwickelte Joseph-Louis de Lagrange 1788 den Zweig der klassischen Mechanik, der genauer als Analytische Mechanik bezeichnet wird. Darin können mithilfe verallgemeinerter Koordinaten und der neu eingeführten Lagrangefunktion die Bewegungsgleichungen beliebiger mechanischer Systeme aufgestellt werden. Dies Verfahren ist heute auch als Ausgangspunkt für die Bewegungsgleichungen der Quantenfeldtheorie in Gebrauch.
Pierre-Simon Laplace brachte 1796 die Himmelsmechanik auf einen Stand, der es möglich machte, aus dem unerklärten Rest der Bahnstörungen des Planeten Uranus die Existenz des Planeten Neptun abzuleiten und dessen ungefähre Koordinaten zu berechnen.
William Rowan Hamilton veröffentlichte 1835 eine Weiterentwicklung der Lagrange'schen Methode, die mittels der Hamiltonfunktion nicht nur die Bewegungsgleichungen beliebiger mechanischer Systeme liefert, sondern auch in der Hamilton-Jacobischen Differentialgleichung eine tiefe Parallele der Punktmechanik zur geometrischen Optik erkennen lässt. Hierauf konnte Werner Heisenberg 1925 die Quantenmechanik aufbauen.
Hydromechanik
Ebenso wichtig war die Ausdehnung der newtonschen Mechanik auf die Dynamik strömender Flüssigkeiten und Gase (Hydrodynamik, Aerodynamik). Diese Anwendungen sind für Strömungen in Kanälen und Rohrsystemen ebenso relevant wie für den Fahrwiderstand von Schiffen. Zuerst war Daniel Bernoulli hier 1738 erfolgreich, dann vor allem Leonhard Euler. Für den endgültigen Durchbruch zur praktischen Anwendbarkeit bei realen, zähen Flüssigkeiten fehlte noch die Berücksichtigung der inneren Reibungsverluste. Dies gelang Claude Louis Marie Henri Navier (1822) und George Gabriel Stokes (1845), ihre Navier-Stokes-Gleichungen sind bis heute die Grundgleichungen für die Berechnungen der Strömungen.
Elastizitätslehre und Mechanik der kontinuierlichen Medien
Im Bereich der Statik hatte schon Galilei 1638 die Bruchfestigkeit eines Balkens in Abhängigkeit von Länge, Breite und Höhe zu berechnen versucht und eine – allerdings nicht ganz richtige – Formel abgeleitet. Nachdem Robert Hooke 1678 das Gesetz der Elastizität (Hookesches Gesetz) entdeckt hatte, verbesserten Jakob I Bernoulli, Leibniz, Euler und andere den fehlerhaften Vorfaktor in Galileis Gleichung schrittweise, jedoch wurde die richtige Form erst 1773 von Charles Augustin de Coulomb abgeleitet. Die heutige Differentialgleichung der Balkenbiegung, die auch die Schwingungen von Balken beschreibt, wurde erstmals von Navier 1821 angegeben.
Auch die Betrachtung dynamischer elastischer Phänomene hatte schon einige Jahre vor Newtons Principia (1687) bei Robert Hooke begonnen. Er konnte 1678 aus seinem Grundgesetz der Elastizität ableiten, dass die Schwingungsdauer von Federpendeln von der Auslenkung unabhängig ist, was heute als Kennzeichen der harmonischen Schwingung gilt. Hookes Kraftbegriff entsprach damals allerdings nicht dem von Newton, doch dieser fand in den Principia das gleiche Ergebnis, als er Bewegungen auf Ellipsenbahnen analysierte, wenn das Kraftzentrum in deren Mittelpunkt liegt. Newton erklärte darin auch den Schall als eine elastische Schwingung in Luft. Die Analyse der Bewegung einer schwingenden Saite wurde 1713 Brook Taylor (bekannt durch die Taylorentwicklung in der Differentialrechnung) begonnen und durch Leibniz, Johann I Bernoulli, d'Alembert, Euler fortgesetzt. Daniel Bernoulli fand schließlich 1753, dass die allgemeine Form der Saitenschwingung immer als eine Überlagerung der Grundschwingung der Saite und ihren Obertönen dargestellt werden kann – eine Vorwegnahme der Fourierzerlegung um 60 Jahre.
Lange Zeit blieb die Anwendung der newtonschen Mechanik auf die inneren Bewegungen von deformierbaren (z. B. elastischen) Körper ein Problem. Der in der heutigen Kontinuumsmechanik zentrale Begriff des Spannungstensors wurde 1822 von Augustin Louis Cauchy richtig eingeführt.
Technische Mechanik
Seit dem Altertum waren die einfachen Maschinen (Rad, Hebel, Seilrolle, schiefe Ebene etc.), die Wasserräder, Kanäle, Dämme, Schleusen und Schiffe, die Tragwerke von Häusern, Schutzmauern und Bergwerken sowie das militärische Arsenal für Angriff und Verteidigung etc. nach tradierten Regeln der Handwerks-, Ingenieurs- und Baukunst konstruiert und auch immer wieder zum Gegenstand der Mechanik gemacht worden. Jedoch begann eine „Technische Mechanik“ als eigenständiger Zweig der klassischen Mechanik sich erst im 19. Jahrhundert zu entwickeln, als die zunehmend komplexer werdenden Maschinen und Bauwerke (z. B. Hängebrücken, Stahltürme) neue Konstruktionsmethoden voraussetzten. Für die mechanischen Probleme, die aufgrund der altbekannten Kräfte wie Gewicht, Wind- und Wasserdruck im Zusammenhang mit Stahl- und Hängebrücken, Lokomotiven und Dampfschiffen auftraten, wurde zunächst die Statik (und Baustatik) erheblich weiter entwickelt. In der zweiten Hälfte des 19. Jahrhunderts kam die dynamische Betrachtungsweise hinzu, weil mit immer schneller laufenden Maschinen zusätzlich auch die Massenkräfte bedeutende Größe erreichten, die durch die beschleunigte Bewegung der Maschinenteile verursacht wurden. Ab Anfang des 20. Jahrhunderts wurde in der technischen Mechanik auch berücksichtigt, dass elastische Verformungen durch eine äußere Kraft durch mechanische Resonanz auf ein Vielfaches gesteigert werden können, wenn die Kraft sich periodisch ändert. Mehr als ein halbes Jahrhundert zuvor war erstmals eine Hängebrücke zum Einsturz gebracht worden, indem eine Gruppe marschierender Soldaten sie in Schwingungen versetzt hatte (siehe Broughton Suspension Bridge). Weitere bedeutende Zweige der technischen Mechanik sind die Strömungsmechanik, insbesondere für turbulente Strömung (ab Ende 19. Jahrhundert), und die Finite-Elemente-Methode, die Mitte des 20. Jahrhunderts im Bereich des Flugzeugbaus entstand und inzwischen für eine Vielzahl weiterer Konstruktionen eingesetzt wird.
Chaostheorie
In der 2. Hälfte des 20. Jahrhunderts entstand im Rahmen der klassischen Mechanik die Chaosforschung. Für zahlreiche Systeme der klassischen Mechanik vom einfachen Doppelpendel bis zur turbulenten Strömung, die den deterministischen klassischen Bewegungsgleichungen folgen, wurde gezeigt, unter welchen Umständen sie sich chaotisch verhalten, d. h. bei kleinsten Unterschieden der Anfangsbedingungen sich völlig unterschiedlich entwickeln. Näheres siehe unter Deterministisches Chaos.

## Mechanistisches Weltbild
Der Erfolg, den die klassische Mechanik im Laufe des 18. und 19. Jahrhunderts bei der Erklärung zahlloser Phänomene in Natur und Technik hatte, führte zur verbreiteten Ansicht, möglicherweise könne man auf mechanische Weise die ganze Welt verstehen. Alle Vorgänge, von den Himmelserscheinungen über die chemischen Umwandlungen und die Brechung des Lichts bis zum menschlichen Geist, sollten auf die Bewegung von materiellen Körpern unter dem Einfluss gegenseitiger Kräfte zurückzuführen sein. Herausragende Vertreter dieser Entwicklung waren unter anderen Pierre-Simon Laplace, Claude-Louis Berthollet und Jean-Baptiste Biot. Ein mechanistisches Weltbild entstand, wurde schließlich zum Paradigma wissenschaftlicher Rationalität überhaupt und ist es in modifizierter Form bis heute geblieben. Näheres siehe auch unter Laplacescher Dämon, Naturtheorie, Maschinenparadigma. Erbitterte Gegnerschaft fand diese Denkweise hingegen an vielen deutschen Universitäten, wo insbesondere die Philosophischen Fakultäten zuständig für die Physik waren. Dort sperrte man sich gegen das Eindringen der ursprünglich aus England stammenden experimentellen Philosophie, die statt echter philosophischer Letzt-Erklärungen auf der Grundlage tiefster Grundsätze nur noch oberflächliche Beschreibungen von Zusammenhängen zwischen beobachtbaren Erscheinungen hervorbringe, diesen aber durch die extensive Nutzung von mathematischen Methoden den falschen Anschein der Wissenschaftlichkeit gebe. In der romantischen Naturphilosophie des deutschen Idealismus mündete diese Kritik Anfang des 19. Jahrhunderts in eine grundsätzliche Ablehnung der modernen Naturwissenschaft in der durch Newton begründeten Art. In der Gestalt einer gegenseitigen Geringschätzung von Natur- und Geisteswissenschaften trifft man diese Ablehnung bis heute an. Einer der letzten großen philosophischen Vertreter dieser Denkweise war Georg Wilhelm Friedrich Hegel noch 1830. Der letzte von ihm inspirierte Lehrstuhlinhaber der Physik war Georg Friedrich Pohl in Breslau, der noch 1845 erfolglos versuchte, die newtonsche Himmelsmechanik entsprechend den Grundsätzen der romantischen Philosophie umzuformulieren.